# Вильялибре, Асьер
Асьер Вильялибре Молина (исп. Asier Villalibre Molina; 30 сентября 1997, Герника) — испанский футболист, нападающий клуба «Алавес».

## Клубная карьера
В 2011 году Асьер присоединился к академии футбольного клуба «Атлетик Бильбао». В своём первом сезоне ему удалось выиграть национальный кубок Nike где стал лучшим бомбардиром и игроком. Также он участвовал в международном кубке Nike забив за весь турнир два мяча.
В сезоне 2013/14 в возрасте 15 лет сыграл за молодёжный состав «Атлетика» (Хувениль «А») забив 15 мячей в 25 матчах. Также он играл в футбольном клубе «Баскония» выступавший в испанской Терсере (провёл 11 матчей где забил 6 мячей). В следующем сезоне Асьер забил 20 мячей во всех 34 играх, в которых он принимал участие выступая за «Баскони.». На его счету 2 гола в 6 играх юношеской лиги УЕФА.
9 мая 2015 года Асьер дебютировал за второй состав «Атлетика» в матче против «Тривал Вальдерас» в рамках 37 тура испанской Сегунды Б. Матч закончился победой «Бильбао Атлетика» со счётом 4:1, а сам нападающий вышел на 64 минуте встрече. В этом сезоне он провёл 4 матча, а его команда обеспечила себе место в Сегунде.
Его профессиональный дебют был 24 августа 2015 года в первом туре испанской Сегунде, в матче против «Жироны» выйдя на замену на 83 минуте. В третьем туре он забил свой первый гол в матче против «Мальорки» (3:1). В своём первом полном сезоне в дубле «Атлетика» провёл 32 встрече где забил 3 мяча. По итогам сезона команда вылетела в Сегунду Б где он побил свой рекорд забив 6 мячей в 9 турах. Асьер закончил сезон с 12 мячами несмотря на многочисленные выступления за основную команду, а также несколько травм.
4 декабря 2016 года Асьер дебютировал за основной состав «Атлетика» в матче против «Эйбара» в рамках 14 тура испанской Примеры выйдя на 85 минуте заменив Икера Муньяина. Спустя четыре дня он дебютировал в Лиге Европе против «Рапида».
3 мая 2017 года был отдан в аренду команде Сегунды — «Нумансия». Асьер дебютировал в первой же игре, в матче против футбольного клуба «УКАМ Мурсия».
20 августа 2017 года «Атлетик Бильбао» отдал его в аренду до конца сезона в испанский «Реал Вальядолид».

## Карьера в сборной
На счету Асьера есть игры за молодёжные составы сборной Испании (до 17, 18 и до 19 лет).

### Официальные матчи
| Соревнование                                                          | Результат | Матчи | Голы |
| --------------------------------------------------------------------- | --------- | ----- | ---- |
| Отборочный раунд в Чемпионат Европы по футболу 2014 (юноши до 17 лет) | Прошли    | 3     | 2    |
| Элитный раунд Чемпионат Европы по футболу 2014 (юноши до 17 лет)      | Не прошли | 3     | 0    |
| Элитный раунд Чемпионат Европы по футболу 2015 (юноши до 19 лет)      | Прошли    | 1     | 0    |

## Достижения
«Атлетик Бильбао»
- Обладатель Кубка Испании: 2023/24
- Обладатель Суперкубка Испании: 2020/21